# Roy Wegerle
Roy Wegerle, né le 19 mars 1964 à Pretoria (Afrique du Sud), est un ancien joueur de football américano-sud-africain qui a participé aux Coupes du monde 1994 et 1998. Il est l'un des deux joueurs à avoir joué en MLS et NASL, avec Hugo Sánchez.
Ses frères Steve et Geoff ont aussi été joueurs de football professionnel.

## Biographie

### Carrière en club

#### Début de carrière aux États-Unis (1982-1986)
Bien que né en Afrique du Sud, et après avoir effectué un essai à Manchester United en 1980, Roy choisit de pratiquer le soccer dans les universités américaines où son frère Steve l'aide à s'établir. Il passe deux saisons avec l'université du Sud de la Floride en 1982 et 1983 et décroche le titre de meilleur buteur avec 21 réalisations. Les Tampa Bay Rowdies, de la North American Soccer League, sélectionne Wegerle en 1984. Il jouera 21 matchs pour 9 buts inscrits et 17 passes décisives, durant la dernière année d'existence de la NASL, étant élu Rookie of the Year. Plus significativement, Rodney Marsh est son entraîneur à Tampa Bay. Leur collaboration sera importante plus tard pour le transfert de Wegerle en Angleterre. Lorsque la ligue est dissoute, Wegerle part pour les Tacoma Stars, résidant en Major Indoor Soccer League, durant deux ans.

#### Passage en Angleterre (1986-1995)
En 1986, Marsh, ancienne gloire des QPR, fait travailler ses contacts en Angleterre, pour que Wegerle obtienne un essai. Pendant qu'il était aux QPR, Chelsea fut suffisamment impressionné pour lui offrir un contrat. Cependant, Wegerle ne joua jamais pour l'équipe première londonienne, et le 24 mars 1988, Chelsea le prêta à Swindon Town pour les 7 derniers matchs de la saison. À la fin de cette dernière, le club londonien le vendit à Luton Town pour 75 000 £. Durant son année à Luton, Roy devint le meilleur buteur du club et en décembre 1989, il fut cédé pour 1 million de livres. Il termina la saison à la troisième place au classement des buteurs et eut l'honneur de recevoir le trophée ITV « Goal of the Saison » récompensant le plus beau but de la saison (contre Leeds à Elland Road). Wegerle continua de grandir aux QPR jusqu'à l'arrivée du nouvel entraîneur, Gerry Francis qui l'utilisa moins et le vendit aux Blackburn Rovers en mars 1992 pour 1,1 million de livres. La saison 1992-1993 vit Wegerle vendu à nouveau à Coventry City pour 1 million de livres après seulement 22 matchs joués. Il joua les 6 derniers matchs de la saison à Coventry, son troisième club de la saison. Wegerle poursuivit encore avec les Bleu Ciel, avant de retourner aux États-Unis en 1996. Entre-temps, il eut plusieurs blessures récurrentes, un souci majeur dans le reste de sa carrière.

#### Major League Soccer (1996-1998)
En 1996, Roy signe en MLS. À l'époque, les joueurs étaient assignés à une équipe particulière pour avoir des équipes homogènes, sans trop d'écart entre les meilleures et les plus faibles. Wegerle est alors assigné aux Colorado Rapids. Cependant, il obtient un petit succès en MLS. Il joue une saison et demie aux Colorado avant de signer à DC United. Écarté pour avoir marqué seulement 4 buts en 36 matchs avec les Rapids, il ne joua qu'un seul match après que Bobby Houghton a été renvoyé de son poste d'entraîneur. Quand il arrive à DC, il rejoint une équipe qui bataille en haut du tableau. Pendant que son nombre de buts marqués continue de baisser lentement (5 buts en 19 matchs), il ne réussit pas à convaincre Bruce Arena, l'entraîneur de DC. Il signe en 1998 à Tampa Bay Mutiny, où il dispute 12 matchs et inscrit un but, et à l'orée de la saison, il se retire des terrains.

### Carrière internationale (1992-1998)
Wegerle devint citoyen américain en 1991, grâce à sa femme, qui était américaine. Il fait ses débuts le 30 mai 1992 contre l'Irlande, et totalisera 41 sélections et sept buts pour son pays d'adoption. Le 8 janvier 1994, il se blesse au genou, mais se rétablit à temps pour disputer le mondial à domicile, où il devient le joueur clé de l'équipe. En 1998, les blessures à répétition ont affaibli Wegerle et il ne put être à nouveau le joueur clé de l'équipe, comme c'était le cas en 1994.